# Köpstadsö
Köpstadsö is een plaats en eiland in de gemeente Göteborg in het landschap Västergötland en de provincie Västra Götalands län in Zweden. De plaats heeft 104 inwoners (2005) en een oppervlakte van 26 hectare. Het eiland ligt in het Kattegat en maakt deel uit van het zuidelijke deel van de Göteborg-archipel. Het eiland bestaat vooral uit op sommige plaatsen begroeide rotsen en is met het vasteland verbonden via veerboten.